# Pere d'Amer
Pere d'Amer (Barcelona?, mitjan s. XIII - Santa Maria del Puig, 8 de juny de 1301) fou un frare mercedari, quart general de l'orde i compilador i redactor de les seves constitucions. Per això, l'Orde de la Mercè el venera com a sant.

## Biografia
Membre de la família noble dels Amer, un dels membres de la qual, Jaume d'Amer, havia participat en la conquesta de València, es feu cavaller laic de l'Orde de la Mercè. Prengué l'hàbit de mans de Pere Nolasc, el fundador, al convent de Barcelona. No va seguir estudis superiors, però demostrà una gran intel·ligència i dots de govern, a banda de virtut i qualitats religioses. Participà en diverses redempcions de captius, quedant com a ostatge a l'Emirat de Gharnata durant un temps, i fou enviat per Nolasc a fundar un convent a Sevilla.
Fou elegit en 1271 superior general de l'orde, el tercer després de Pere Nolasc i succeint Guillem de Bas II; el 8 de març ja consta en un document com a superior. Visità els convents i en fundà d'altres, aconseguint que l'orde es difongués per la Corona d'Aragó, la Corona de Castella, Navarra, Portugal i l'actual França; es fundaren llavors les cases de la Mercè de Tarragona (1274), Menorca (l'actual santuari del Toro i Ciutadella), Prades (1290), Oriola, Elx, Castelló d'Empúries, Agramunt (1300), Burgos, Valladolid, Sòria, Toro, Logronyo, Almazán, Medina del Campo, Calahorra, Fuentidueña, Sangüesa i Aurinhac. Durant el seu generalat foren alliberats 4.195 captius en mans de musulmans.
Recollí les directrius i, inspirant-se en les regles d'alguns ordes militars, redactà les primeres constitucions de l'orde, anomenades Constitucions amerianes, que, presentades al capítol general de Barcelona de l'1 de maig de 1272, esdevingueren el codi de conducta mercedari fins a la introducció dels mestres generals sacerdots amb les constitucions de Ramon Albert. Aconseguí consolidar els privilegis de l'orde referits a la recol·lecció d'almoines. Jaume el Just el nomenà conseller seu i l'envià a una ambaixada davant Alfons X de Castella i a una altra a Dionís I de Portugal per acordar-ne el casament amb la princesa Elisabet d'Aragó.
En 1300 es retirà al monestir de Santa Maria del Puig i fou succeït per Arnau d'Amer en el generalat. Hi morí el 8 de juny de 1301. Fou sebollit a l'entrada de l'església del monestir, en un sepulcre de pedra on figura vestit com a laic.
Escrigué en català unes notes sobre la vida de Sant Pere Nolasc (se'n conserva una còpia del segle XIV), De la diferència de les edats, De la diferència dels vestits, obres perdudes.